# Actaea rubra
Actaea rubra là một loài thực vật có hoa trong họ Mao lương. Loài này được (Aiton) Willd. mô tả khoa học đầu tiên năm 1809.

## Hình ảnh

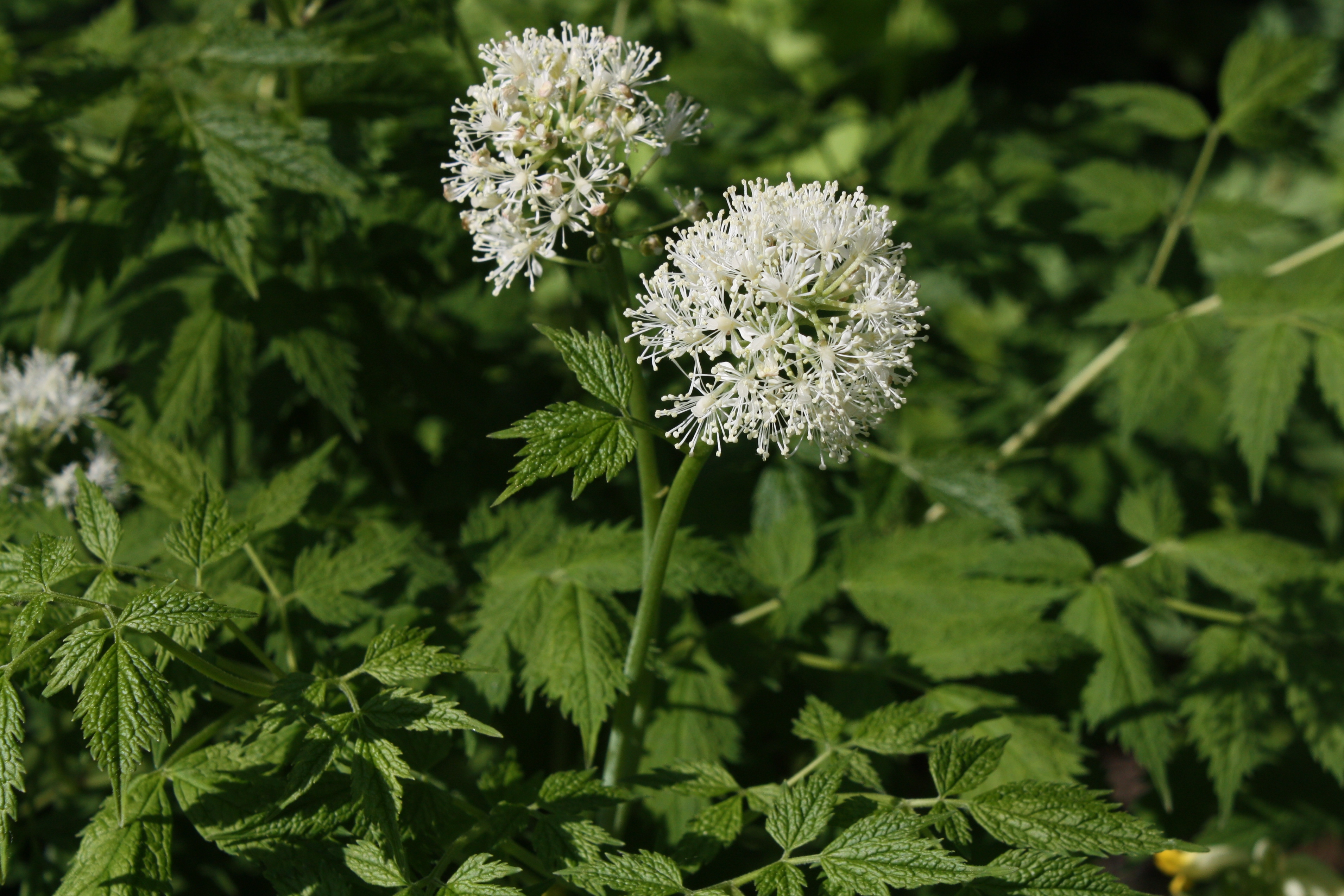
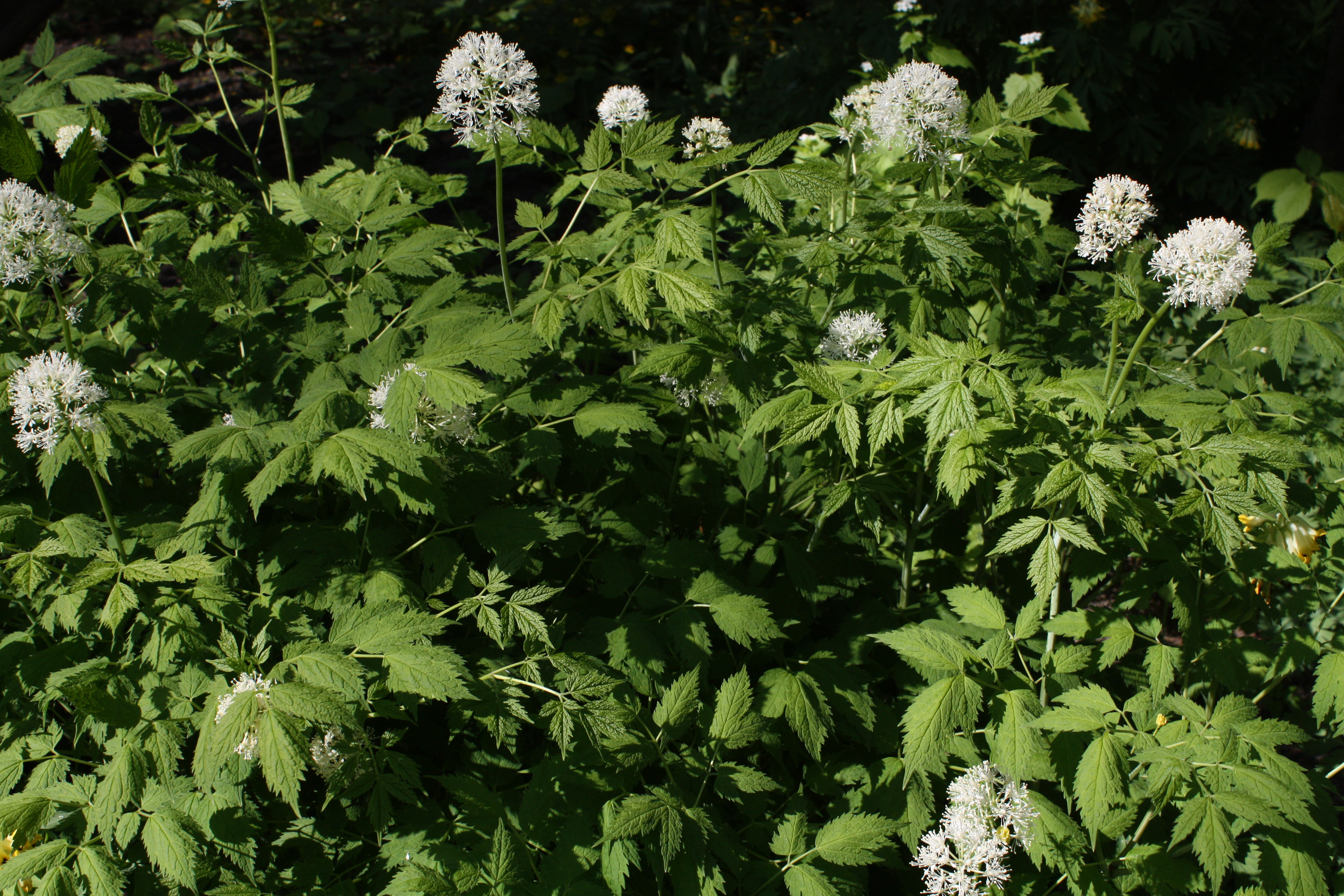
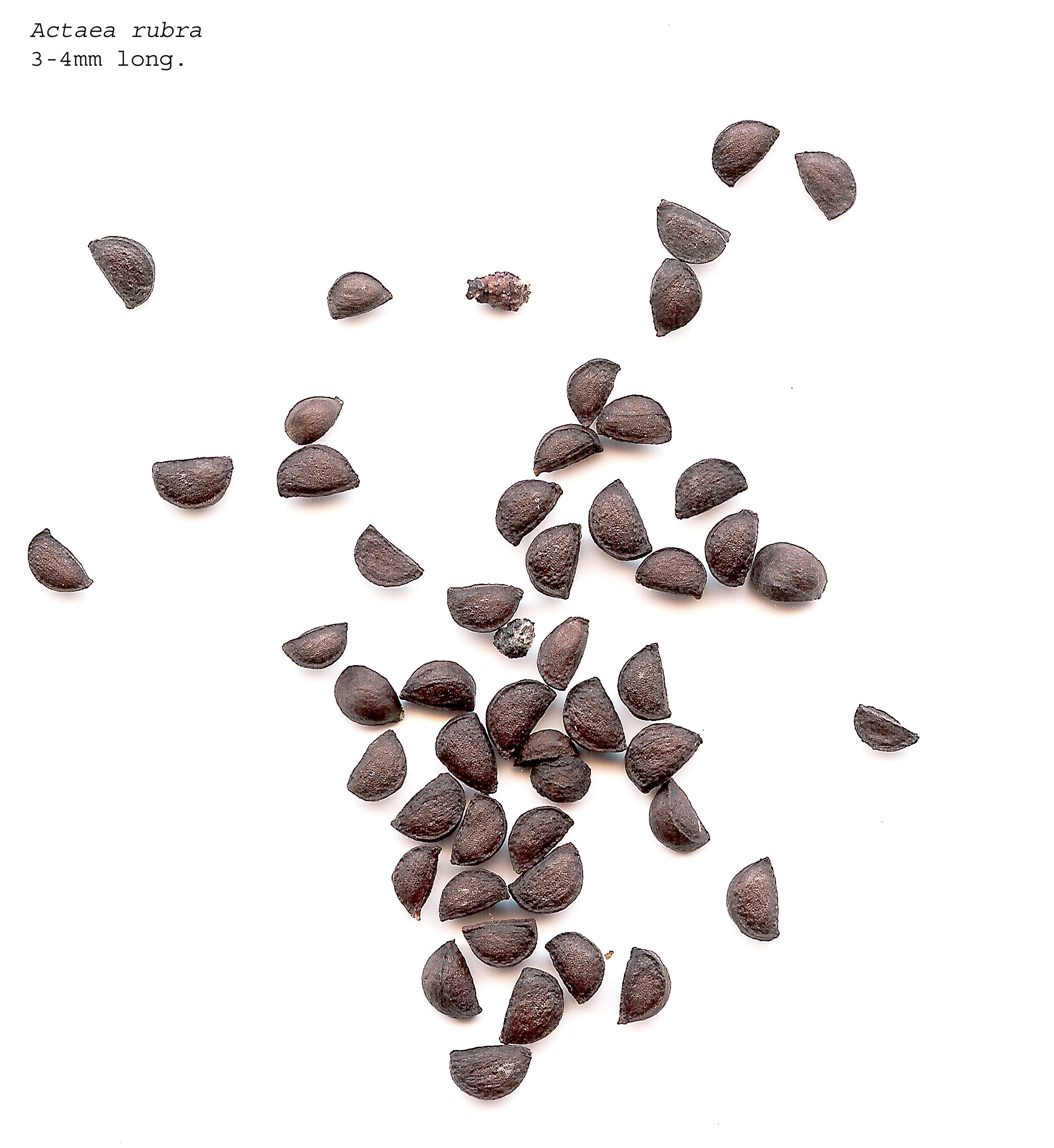
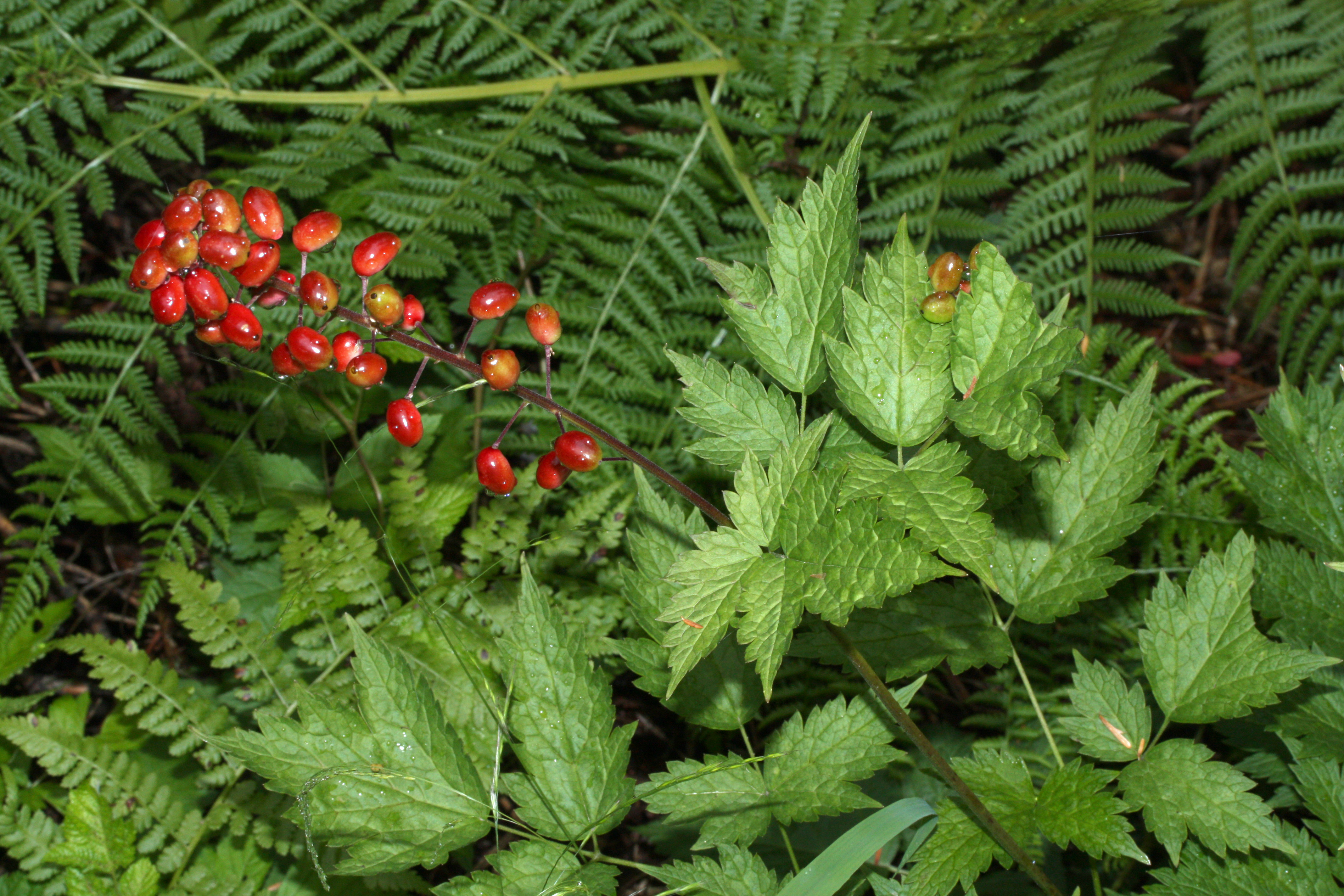